# Henryk Gołębiewski (polityk)
Henryk Gołębiewski (ur. 22 lipca 1942 w Lubowidzu) – polski polityk, samorządowiec, nauczyciel, były wojewoda wałbrzyski, marszałek dolnośląski, wiceminister edukacji i sportu oraz prezydent Wałbrzycha, senator V kadencji, poseł na Sejm V i VI kadencji.

## Życiorys
W 1968 ukończył studia na Wydziale Mechanicznym Politechniki Wrocławskiej. Pracował jako nauczyciel przedmiotów zawodowych w Zespole Szkół Mechanicznych w Wałbrzychu, był wicedyrektorem i dyrektorem tej placówki. W 1975 przeszedł do pracy w kuratorium, w latach 1982–1984 był dyrektorem biura Zarządu Wojewódzkiego Towarzystwa Przyjaciół Dzieci w Wałbrzychu. Od 1985 do 1990 pełnił funkcję prezydenta Wałbrzycha, w latach 1990–1993 kierował Wydziałem Kultury, Sportu i Turystyki Urzędu Wojewódzkiego w Wałbrzychu, w okresie 1993–1997 był wojewodą wałbrzyskim. Następnie powrócił do działalności samorządowej, był wiceprezydentem (1998–2000) i sekretarzem miasta Wałbrzycha (2000–2001) oraz radnym sejmiku dolnośląskiego I kadencji. Od 1991 pełnił funkcję prezesa zarządu głównego Polskiego Towarzystwa Schronisk Młodzieżowych.
Należał do Sojuszu Lewicy Demokratycznej, wchodził w skład władz wojewódzkich partii. W wyborach parlamentarnych w 2001 został wybrany do Senatu z okręgu wałbrzyskiego. Zrezygnował z mandatu parlamentarnego w styczniu 2003 w związku z objęciem stanowiska marszałka województwa dolnośląskiego, z którego został odwołany w 2004. W tym samym roku powołano go na funkcję podsekretarza stanu w Ministerstwie Edukacji Narodowej i Sportu.
W wyborach parlamentarnych w 2005 został wybrany na posła V kadencji z ramienia SLD. W wyborach parlamentarnych w 2007 po raz drugi uzyskał mandat poselski, kandydując z listy koalicji Lewica i Demokraci i otrzymując 10 664 głosy. W kwietniu 2008 zasiadł w klubie poselskim Lewica (we wrześniu 2010 przemianowanym na KP SLD).
W 2011 nie ubiegał się o reelekcję. Trzy lata później wystąpił z SLD i poparł kandydata PO na prezydenta Wałbrzycha.

## Odznaczenia
- Krzyż Oficerski Orderu Odrodzenia Polski – 1997[1]
- Odznaka Honorowa za Zasługi dla Samorządu Terytorialnego – 2025[2]
- Komandor Orderu Trzech Gwiazd – Łotwa, 2005[3]

## Życie prywatne
Żonaty, ma troje dzieci (córkę Ewę, synów Marka i Adama).